# Vater Sergej

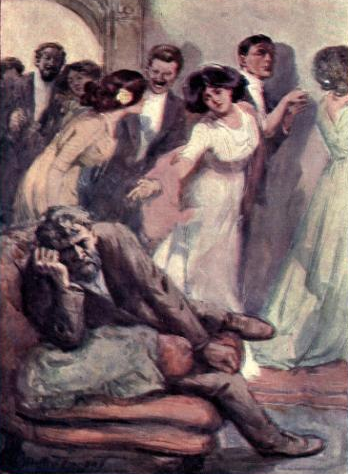
Illustration zu der Erzählung
Vater Sergej.
Illustrator: Charles Hapberg

Vater Sergej, auch Vater Sergius, P. Ssergij und Pater Sergius (russisch Отец Сергий, Otez Sergi), ist eine Erzählung von Lew Tolstoi, die 1890 entstand und 1911 postum in dem von Wladimir Tschertkow redaktionell bearbeiteten 2. Nachlassband auf den Seiten 3 bis 48 erschien. Freilich musste in diesem ersten Druck auf Weisung der russischen Zensur die Nennung der Liebesaffäre Nikolaus’ I. mittels dreier Punkte totgeschwiegen werden. Doch bereits in der Berliner Ausgabe anno 1912 lag der vollständige Tolstoische Text vor. Die Geschichte wurde 1918 von Jakow Protasanow mit Iwan Mosschuchin in der Titelrolle verfilmt. 1978 folgte Igor Talankins Verfilmung mit Sergei Bondartschuk als Protagonist Stepan Kassatski. Den Stoff Tolstois nahmen Paolo und Vittorio Taviani anno 1990 für ihre freie filmische Adaption Il sole anche di notte.

## Inhalt
Eine unerhörte Begebenheit ereignete sich gegen Ende der 1840er Jahre in Sankt Petersburg. Den schönen, ruhmsüchtigen Fürsten Stepan Kassatski, Kommandeur des Leibschwadrons im Kürassierregiment, hatten alle seine Bewunderer bereits als künftigen Flügeladjutanten des Zaren gesehen. Kaum zu fassen – Kassatski  quittiert den Dienst und wird Mönch. Was war geschehen? Er hatte erfahren, was alle Petersburger schon lange wussten: Seine Braut, das Hoffräulein Komtesse Korotkowa, war die Mätresse des Imperators gewesen.
Der Abt des Klosters fördert den Novizen. Nach drei Jahren im Kloster wird er zum Priestermönch namens Sergej geweiht. Nach dem Tode des Einsiedlers Illarion darf Sergej nach neun Klosterjahren in der Tambinoer Klause des Verstorbenen leben. Nach weiteren sechs Jahren Einsiedlerlebens macht dem inzwischen 49-Jährigen eine lüsterne Dame ihre Aufwartung: Als die hübsche geschiedene Frau Makowkina den Priestermönch versuchen will, nimmt er sein Beil in die rechte Hand und hackt sich den linken Zeigefinger ab. Nach dem peinigenden Erlebnis geht diese Frau ins Kloster und empfängt nach einem Jahr die niederen Nonnenweihen als Schwester Agnia. Während der darauffolgenden sieben Jahre wird Sergej immer bekannter. Die Leute in der Tambinoer Umgebung wollen sich von Sergej heilen lassen. Er betet mit den Kranken; manche werden danach gesund. Tolstoi schreibt, fortan „hatte Ssergij mit jedem Monat, mit jeder Woche und mit jedem Tage immer deutlicher gefühlt, wie sein inneres Leben vernichtet und von einem äußeren ersetzt wurde“. Unbefriedigend bleibt, dass alles, was Sergej nun tut, für die egoistischen kranken Bäuerinnen und Bauern geschieht, aber nicht für Gott. Obwohl ihm die Kranken zur Last fallen, lässt er sich gern von ihnen lobpreisen. Doch im Stillen denkt Sergej, er müsse weitab von Tambino ein gottgefälligeres Leben beginnen. Als ein verwitweter Kaufmann seine einzige Tochter Marja bringt, nimmt das Unheil seinen Lauf. Das 22-jährige sinnliche schwachsinnige Mädchen ist „blond, außerordentlich weiß, blaß … mit einem erschrockenen Kindergesicht und stark entwickelten weiblichen Formen“. Der Vater lässt das Paar allein. Sergej verlebt mit Marja in seiner Klause eine Nacht. „Und sie umarmte ihn und setzte sich mit ihm aufs Bett.“ Er holt sein Beil, doch die nächste Bluttat bleibt aus, weil der Diener dazwischenkommt und ihm das Werkzeug abnimmt. Sergej legt Bauernkleider an und verlässt die Tambinoer Gegend. Er will Hand an sich legen, weil es seiner Erfahrung nach womöglich doch keinen Gott gibt. Verzweifelt macht sich Sergej auf die Suche nach seiner Jugendfreundin – der kleinen Paschenka – aus Kindertagen. Diese findet er. Sie ist nach zwanzig Jahren eine erwachsene Praskowja Michailowna geworden und bringt ihre Familie mit Arbeit durch. Sergej erkennt, „es gibt keinen Gott für den, der so gelebt hat wie ich, des Ruhmes unter den Menschen wegen“. Also muss er sich ändern. Zunächst tut er, was er sein ganzes Einsiedlerleben lang getan hat. Von Dorf zu Dorf ziehend begibt Sergej sich auf die Suche nach einem Gott, den es vielleicht doch gibt. Nach einem guten halben Jahr Wanderschaft greift ihn die Polizei als Vagabund ohne Pass auf. Der Richter schickt ihn nach Sibirien. Dort findet er bei einem Bauern Arbeit als Gemüsegärtner. Nebenher unterrichtet Sergej Schulkinder.

## Deutschsprachige Ausgaben
- Vater Sergius. Deutsch von Arthur Luther. S. 193–251 in: Gisela Drohla (Hrsg.): Leo N. Tolstoj. Sämtliche Erzählungen. Sechster Band. Insel, Frankfurt am Main 1961 (2. Aufl. der Ausgabe in acht Bänden 1982)

## Adaption
Die Erzählung wurde 1978 von Igor Talankin verfilmt. Die Hauptrolle gab Sergei Bondartschuk.

## Anmerkung
1. ↑  Der Abt war im Optina-Kloster Schüler von Starez Amwrossij. Außerdem ist im Zusammenhang mit dem Kloster und dem Abt noch von den Starzen Makari, Leonid und Paissi Welitschkowski (russ. Паисий Величковский) die Rede.